# Selja (Hiiumaa)
Koordinaten: 58° 50′ N, 22° 44′ O
Selja ist ein Dorf (estnisch küla) in der Landgemeinde Hiiumaa (bis 2017: Landgemeinde Käina). Es liegt auf der zweitgrößten estnischen Insel Hiiumaa (deutsch Dagö). Selja ist nicht zu verwechseln mit Emmaste-Selja, das ebenfalls auf der Insel Hiiumaa liegt und bis 2017 Selja hieß.
Selja hat 66 Einwohner (Stand 31. Dezember 2011).

## Rudolf-Tobias-Museum

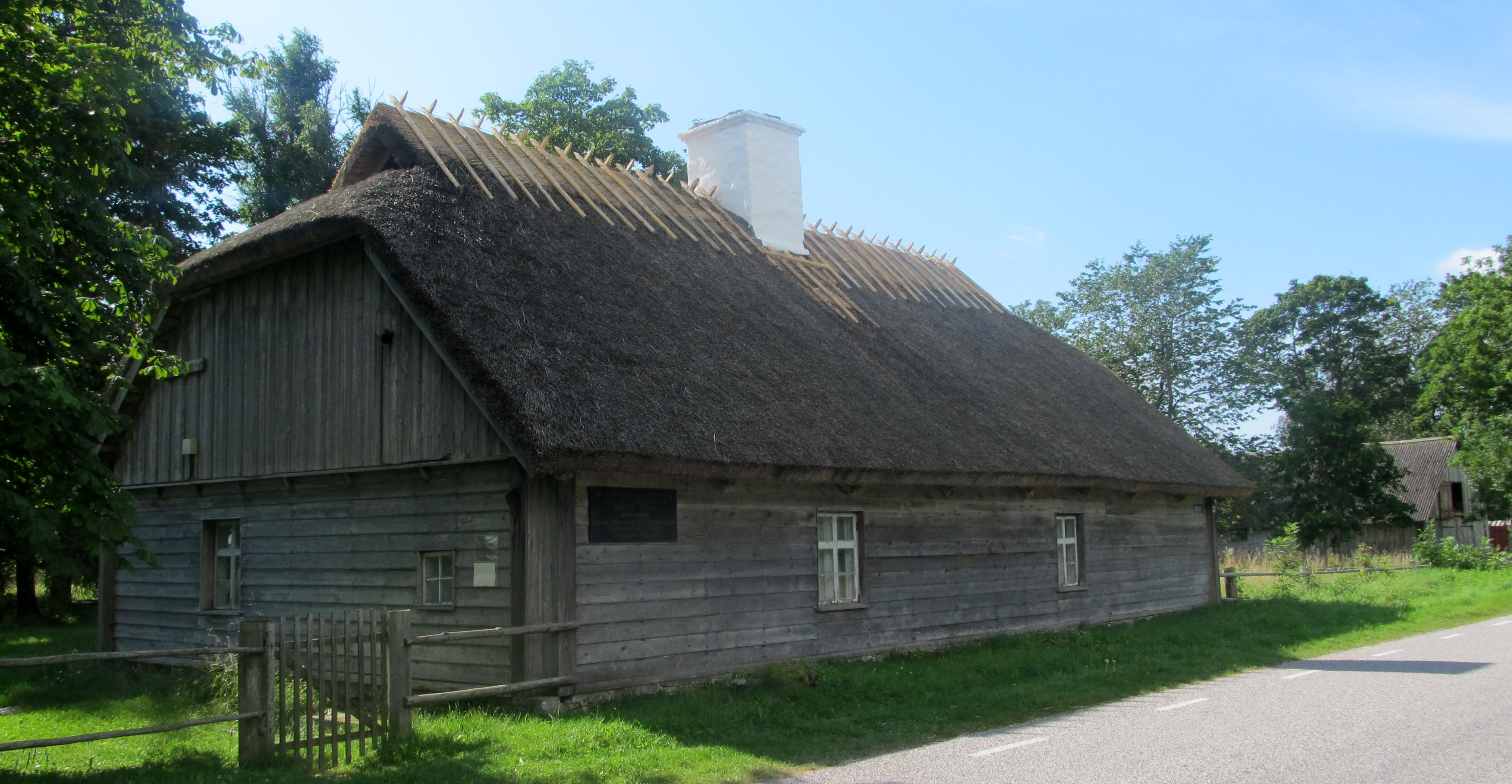
Das reetgedeckte Geburtshaus des Komponisten Rudolf Tobias (1873–1918)

Im Dorf befindet sich das historische Küsterhaus des nahegelegenen Ortes Käina. Dort wurde im Mai 1873 der estnische Komponist Rudolf Tobias in eine Großfamilie geboren. Den ersten Musikunterricht erhielt er von seinen Eltern. Sein Vater Johannes Tobias war Küster und Orgelbaumeister. Die Familie verließ Hiiumaa 1885, als Rudolf Tobias zwölf Jahre alt war.
Im Haus ist heute ein umfangreiches Museum über sein Leben und Werk eingerichtet. Es ist seit 1973 eine Außenstelle des Hiiumaa muuseum.

## „Witwenhaus“
Bei Selja stand an der Straße zwischen den Dörfern Emmaste und Käina das sogenannte „Witwenhaus“. Es diente als Altersheim für die Witwen verstorbener Pastoren und deren gebrechliche Angehörige.
Später war in dem Gebäude eine Heilanstalt untergebracht. Der Arzt und Mikrobiologe Endel Türi (1930–2007), der selbst aus Hiiumaa stammte, widmete sich dort ab 1959 erstmals Behandlungen mit Heilschlamm aus der Bucht von Käina. Mit Türis Weggang an die Staatliche Universität Tartu wurde der Kurbetrieb eingestellt. Das Haus wurde später weitgehend abgerissen.